# Умм Кульсум (имя)
Умм Кульсум, Уммукульсум (араб. أم كلثوم‎ — «Полнощёкая») — женское арабское имя. Встречается и мужское имя «Кульсум», Амр ибн Кульсум — домусульманский поэт из племени таглиб . В тюркских регионах распространено женское имя Гульсум. В персидском языке есть фразеологизм «Сказки бабушки Кольсум» (детские сказки).
- Умм Кульсум бинт Мухаммад — дочь пророка Мухаммеда.
- Умм Кульсум бинт Али — дочь Али, жена халифа Умара.
- Умм Кульсум — египетская певица.
- Умму Кулсум-бике — правительница Гази-Кумуха.
- Уммугюльсум — азербайджанская поэтесса.